# 1609 w sztukach plastycznych
Wydarzenia w sztukach plastycznych i wizualnych w 1609 roku.

## Malarstwo

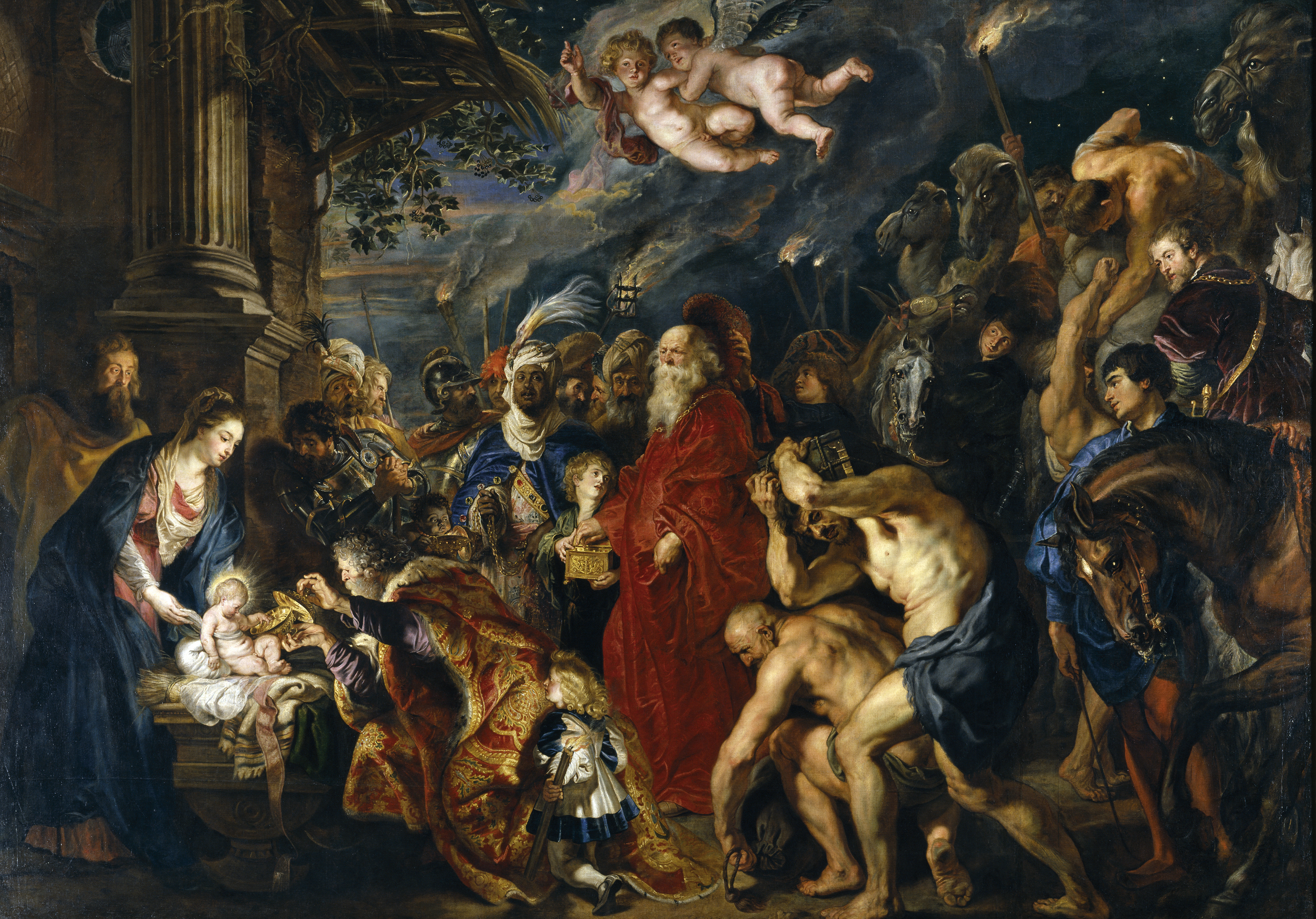
Peter Paul Rubens Pokłon Trzech Króli

- Peter Paul Rubens

Pokłon Trzech Króli – olej na płótnie, 355,5 × 493 cm